# Contea di Obion
La contea di Obion in inglese Obion County è una contea dello Stato del Tennessee, negli Stati Uniti. La popolazione al censimento del 2000 era di 32 450 abitanti. Il capoluogo di contea è Union City.